# Château de Clermont-sur-Lauquet
Le château de Clermont-sur-Lauquet est un château situé à Clermont-sur-Lauquet, en France.

## Localisation
Le château est situé sur la commune de Clermont-sur-Lauquet, dans le département français de l'Aude.

## Historique
L'édifice est inscrit au titre des monuments historiques en 1948.